# Grand Prix de Denain 2001
La 43e édition du Grand Prix de Denain a eu lieu le 26 avril 2001. Elle a été remportée par l'Estonien Jaan Kirsipuu.

## Classement final
Jaan Kirsipuu remporte la course en parcourant les 190,6 kilomètres en 4 h 22 min 37 s à la vitesse moyenne de 43,546 km/h,.
| Classement final, | Classement final,    | Classement final, | Classement final,         | Classement final,  |
|                   | Coureur              | Pays              | Équipe                    | Temps              |
| ----------------- | -------------------- | ----------------- | ------------------------- | ------------------ |
| 1er               | Jaan Kirsipuu        | Estonie           | AG2R Prévoyance-Décathlon | en 4 h 22 min 37 s |
| 2e                | Davide Casarotto     | Italie            | Alessio                   | m.t                |
| 3e                | Frédéric Guesdon     | France            | La Française des Jeux     | + 4 s              |
| 4e                | Christophe Capelle   | France            | Big Mat-Aubervilliers 93  | + 2 min 17 s       |
| 5e                | Damien Nazon         | France            | Bonjour                   | m.t                |
| 6e                | Alessandro Bertolini | Italie            | Alessio                   | m.t                |
| 7e                | Ludovic Capelle      | Belgique          | AG2R Prévoyance-Décathlon | m.t                |
| 8e                | Frédéric Finot       | France            | Crédit agricole           | m.t                |
| 9e                | Allan Johansen       | Danemark          | Fakta                     | m.t                |
| 10e               | Laurent Brochard     | France            | Jean Delatour             | m.t                |
| modifier          |                      |                   |                           |                    |